# 倉科典仁
倉科 典仁（くらしな のりひと、1963年 - ）は、株式会社Love&Large代表。ミリオン出版で暴走族雑誌『ティーンズロード』編集長、ファッション雑誌『MEN'S KNUCKLE』編集長、同社編集局長などを歴任し独立。現在ぽっちゃり男性メディア『Mr.babe』編集長。

## 人物・来歴
1988年、25歳のときにミリオン出版株式会社に入社。ティーン誌や車雑誌、単行本などの編集を手がける。ホストを主役にした写真集『アジアンジゴロ』、書籍『カリスマホストたちの「帝王学」』の編集を通じてホストに関心を持つ。
2003年、10月、『MEN'S KNUCKLE』の前身、ファッション雑誌『G-STYLE（ジー スタイル、GIGOLO-style）』を創刊。
「女性にモテるためには不良やアウトローを意識した破天荒な要素が必要」と考え、ジゴロというキーワードをテーマに誌面作りを行なっていたが、ストレート過ぎたためか、当初の売り上げは低迷した。そこで「ホストのマインドをベースにファッションに注力し、「激モテ」という言葉を押し出したスタイル」という編集方針に転換し2004年、4月、雑誌名を『MEN'S KNUCKLE』にリニューアルした。この試みは成功し、改称後は7割の消化率を達成させた（2007年、12月時点では12万部発行を記録）。
2009年現在では、お兄系ファッションの流行の仕掛け人、第一人者としてテレビ、雑誌などのコメンテーターとしても活動している。
2015年には自身の体型を活かしたポッチャリメンズのためのライフスタイル雑誌『Mr.babe』を創刊。